# Simona Frapporti
Simona Frapporti (Gavardo, província de Brescia, 14 de juliol de 1988) és una ciclista italiana professional des del 2009 i actualment a l'equip Hitec Products. Competeix tant en pista com en carretera.
Els seus germans Marco i Mattia també competeixen professionalment.

## Palmarès en ruta
- 2012
  - Vencedora d'una etapa a la Ruta de França

## Palmarès en pista
- 2011
  -  Campiona d'Itàlia en persecució per equips
- 2013
  -  Campiona d'Itàlia en velocitat per equips
- 2014
  -  Campiona d'Itàlia en 500 metres
  -  Campiona d'Itàlia en Òmnium
- 2016
  -  Campiona d'Europa en Persecució per equips (amb Elisa Balsamo, Tatiana Guderzo, Silvia Valsecchi i Francesca Pattaro)